# Graja de Iniesta
Graja de Iniesta – gmina w Hiszpanii, w prowincji Cuenca, w Kastylii-La Mancha, o powierzchni 28,22 km². W 2011 roku gmina liczyła 420 mieszkańców.